# 武林外传 (游戏)

武林外传最新资料片-胜者为王

《武林外传》是北京完美时空网络技术有限公司于2006年投资3亿人民币，根据著名电视剧《武林外传》改编开发的一款大型多人在线三维网络游戏。游戏中NPC名字及特殊招式（比如葵花点穴手、子曾经曰过、排山倒海、衡山剑法等）多为剧中人物及招式。
游戏继承了完美时空的完美世界的引擎、优点，并加入了诸多新的系统。

## 职业
| 职业等级     | 名称 |
| ------------ | ---- |
| 初始职业     | 菜鸟 |
| 一转职业     | 游侠 |
| 一转职业     | 散人 |
| 二转职业     | 剑客 |
| 二转职业     | 枪豪 |
| 二转职业     | 术士 |
| 二转职业     | 医师 |
| 三转职业     | 剑圣 |
| 三转职业     | 邪皇 |
| 三转职业     | 刀君 |
| 三转职业     | 戟神 |
| 三转职业     | 天师 |
| 三转职业     | 蛊王 |
| 三转职业     | 医仙 |
| 三转职业     | 神算 |
| 涅盤三轉職業 | 修羅 |
| 涅盤三轉職業 | 天劍 |
| 涅盤三轉職業 | 明王 |
| 涅盤三轉職業 | 魔尊 |

## 运营状况
- 中国大陆：完美时空运营
- 台湾：游戏新干线代理运营
- 日本：C&C Media代理运营
- 马来西亚